# 阿庫姆湖
53°32′29″N 8°00′05″E / 53.54148°N 8.001344°E

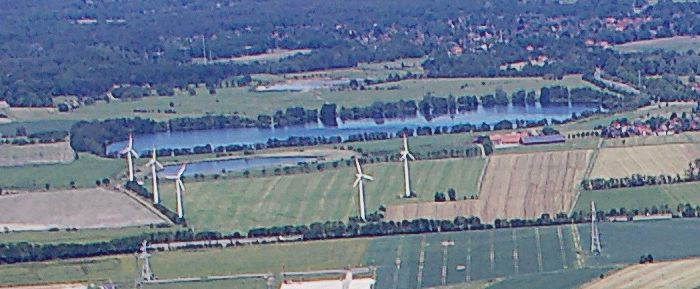

阿庫姆湖（德語：Accumer See），是德國的湖泊，位於該國西北部，由下薩克森州負責管轄，處於紹爾滕斯，長0.8公里、寬0.5公里，面積0.37平方公里，海拔高度0.5米，平均水深5.3米，最大水深25米，水體容量197萬立方米。